# Salgueiro do Campo
Salgueiro do Campo ist eine Gemeinde (Freguesia) im portugiesischen Kreis Castelo Branco. In ihr leben 775 Einwohner (Stand 19. April 2021).